# Poian
Poian là một xã thuộc hạt Covasna, România. Dân số thời điểm năm 2002 là 2930 người.